# Gerd Jürgens
Gerd Jürgens (* 9. April 1949) ist ein deutscher Biologe, der sich mit Entwicklungsbiologie von Pflanzen befasst.
Jürgens studierte ab 1968 Biologie an der Universität Göttingen, der FU Berlin und der Albert-Ludwigs-Universität Freiburg, an der er 1977 promoviert wurde (Musterbildung in den Imaginalscheiben von Drosophila melanogaster). Danach war er Mitarbeiter am European Laboratory of Molecular Biology (EMBL) in Heidelberg bei Christiane Nüsslein-Volhard und Eric Wieschaus. 1989 wurde er Professor an der Ludwig-Maximilians-Universität München und 1994 an der Eberhard-Karls-Universität Tübingen. Dort war er 1999 Mitgründer des Zentrums für Molekularbiologie der Pflanzen (ZMBP), dessen Direktor er zeitweilig war. Von 2008 bis 2010 war er Direktor der Abteilung Zellbiologie am Max-Planck-Institut für Entwicklungsbiologie in Tübingen.
Jürgens befasste sich zunächst am EMBL noch mit Entwicklungsbiologie von Tieren (Drosophila), wandte sich aber Mitte der 1980er Jahre Pflanzen zu mit der Modellpflanze Arabidopsis thaliana, die er als einer der Ersten dafür benutzte. Er erzeugte mit chemischer Mutagenese systematisch Phänotypen und entwickelte eine Genanalyse, um Gene zu identifizieren, die für Defekte im frühen Embryonalstadium verantwortlich sind und die für die frühe Pflanzenentwicklung wichtig sind. Er galt als führender Experte für Steuermechanismen der Entwicklung von Pflanzen und war lange der international meistzitierte Wissenschaftler auf diesem Gebiet. Er identifizierte das für die Zytokinese wichtige Protein KNOLLE und Gnom (ein Adenosyl-Ribosylierungs-Faktor und GTP-Austauschfaktor).
1995 erhielt er den Gottfried-Wilhelm-Leibniz-Preis. Er ist seit 2001 Mitglied der Leopoldina.